# Alberto Cova
Alberto Cova (n. Inverigo, de la provincia de Como, de Italia, 1 de diciembre de 1958) fue un atleta italiano especialista en pruebas de fondo (5.000 y 10.000). Logró la medalla de oro en la prueba de 10.000 m en los Juegos Olímpicos de Los Ángeles 1984. 

## Carrera deportiva
Alberto comenzó a correr en su ciudad natal (Inverigo), su físico menudo le hizo decantarse por las pruebas de fondo (5.000 y 10.000 m) y por el cross. Su forma de correr se caracterizó por su tremendo sprint final. 
En 1982 en los Campeonatos de Europa Indoor de Milán logra su primera medalla de prestigio, al alcanzar la plata en la prueba de los 3.000 m tras el alemán occidental Ilg.

### Campeonato de Europa Atenas 1982
En el verano de 1982 se celebraba en Atenas el Campeonato de Europa de Atletismo al aire libre en el que Cova se inscribió en las pruebas de 5000 y 10 000 m. 
La carrera de los 10 000 m transcurrió con un ritmo lento (14´04"55 los primeros 5.000 m) por lo que a la altura del séptimo kilómetro un grupo de 12 corredores permanecía compacto en cabeza, en ese momento el portugués Carlos Lopes avivó el ritmo quedando el grupo reducido a tan solo cuatro corredores: Lopes, Vainio, Schildhauer y Cova. En la última vuelta el portugués se desfonda pasando el finlandés Vainio a marcar el ritmo pero seguido de cerca por el alemán oriental y por Alberto. Así entran los tres en la recta final donde Cova impone su explosivo final para lograr la medalla de oro con un tiempo de 27’41”03, Schildhauer y Vainio completarían el podio.
En la prueba de los 5.000 m Cova es descalificado tras tener algunos empujones en carrera con otros rivales.

### Campeonato del Mundo Helsinki 1983
El estadio olímpico de Helsinki fue el escenario de la I edición de los Campeonatos del mundo de Atletismo.
La final de 10.000 m transcurrió a un ritmo aún más lento que en los Campeonatos de Europa 
(14’07”11 los primeros 5.000 m). Al toque de la campana un grupo de cinco corredores encabeza la carrera: son los componentes del podio de Atenas, más el tanzano Shahanga y otro alemán oriental Kunze. En un primer instante Schildhauer intenta marcharse del grupo logrando una distancia de 30 m, pero en la entrada en la recta final todos se encuentran reagrupados. Alberto vuelve a sacar su tremendo final y logra in extremis la medalla de oro (28’01”04). Schildhauer (28’01”18) vuelve a adjudicarse la plata secundado por su compatriota Kunze (28’01”26). Cabe destacar que este ha sido uno de los finales más apretados de la historia de los 10.000 m con tan solo 22 centésimas separando a los tres primeros.

### Juegos Olímpicos de Los Ángeles 1984
Un mes antes de la celebración de los Juegos Olímpicos el portugués Fernando Mamede había logrado reducir el mítico récord de Henry Rono en casi 9 segundos (27’13”81), por lo que en ausencia de los rivales alemanes orientales (a causa del Boicot), Mamede y Cova eran los principales favoritos para el oro. A mitad de carrera, Mamede totalmente desfondado abandona la prueba, quedando la carrera en un enfrentamiento entre Vanio y Cova. Cova vencerá con suficiencia siendo Vanio segundo, posteriormente el finlandés fue descalificado por dar positivo en el control antidopaje posterior. Por ello el podio final fue: Cova 27’47”54 – Mc Leod 28’06”22 – Musyoki 28’06”46

## Palmarés
- Campeón de Italia: 5.000 m (1980,1981,1983 y 1985), 10.000 m (1981 y 1982), 3.000 m en pista cubierta (1981,1982 y 1984), Cross (1982,1983,1984,1985 y 1986).
- Campeón de Europa: 10.000 m (1982)
- Campeón del Mundo: 10.000 m (1983)
- Campeón Olímpico: 10.000 m (1984)
- Subcampeón de Europa: 10.000 m (1986)
- Subcampeón de Europa Indoor: 3.000 m (1982)

## Marcas Personales
- 5000 m: 13:10.06 Oslo 27-7-85
- 10.000m: 27:37.59 Losanna 30-6-83

| Predecesor: Miruts Yifter | Campeón Olímpico de 10000 metros Los Ángeles 1984 | Sucesor: Brahim Boutayeb |

- Datos: Q365152
- Multimedia: Alberto Cova / Q365152